# Aurignacienkulturen
Aurignacienkulturen är en senpaleolitisk kultur (daterad till cirka 35 000–16 000 f.Kr.) uppkallad efter en fyndplats, Aurignac i Frankrike. Redskapen tillverkades främst av spån. Många av de kända grottmålningarna i Frankrike och Spanien förknippas bland annat med Aurignacienkulturen. Förutom i Frankrike har man påträffat kulturgruppen på Balkan, Iran, Israel och i Afghanistan.
Serien från de franska grottorna som genom sin prioritet inom forskningens historia, sin mångfald och sin kulturella rikedom fortfarande kan göra anspråk på en alldeles speciell uppmärksamhet, inleddes flera tusen år senare än i vissa delar av Sydvästasien och troligen också än i Cyrenaica. Châtelperronienkulturen inleder vad Grahame Clark kallar den franska sekvensen. Nästa stadium är Aurignacien.
Aurignacien är själva inledningen till den omfattande expansion som skapades av Homo sapiens sapiens Cro-Magnon. Detta skede omfattar enligt Anders Hagen tiden mellan ca 30 000 och ca 10 000 år före vår tid. Vissa forskare sätter andra tidsgränser men alla är eniga om att en rad grundläggande uppfinningar gjorde redan i inledningsfasen. Nu hade både handyxan, handkilen och andra gamla, grova redskap blivit föråldrade. En bättre teknik för bearbetning av flinta hade utvecklats och det blev möjligt att slå långa, smala flisor eller skivor ur ett lämpligt block. Av sådana välformade flintstycken tillverkades en serie redskap för olika ändamål. De viktigaste var knivar, skrapor och spetsverktyg. Denna basutrustning bestod givetvis av flera varianter, alla med funktionell utformning.
Pilbågen var inte känd under Aurignacperioden men spjutet kom till användning. I varje fall hade man flintspetsar, som ofta var välformade och varierade i storlek. En del av dessa var avsedda för uddar och spetsar på skaft av trä eller ben. 
Sammanfattningsvis hade de "nya" folken en utrustning som gjorde livet lättare att leva än tidigare. Djuren kunde dödas betydligt snabbare och framför allt var det möjligt att utnyttja alla delar av bytet långt mer effektivt.
Stickeln var en nästan genial uppfinning. Detta lilla instrument gjorde det enklare att tillverka stora och små föremål av horn eller ben. Förstklassigt råmaterial, i första hand hjorthorn och elfenben fanns det gott om och nu kunde detta för första gången utnyttjas till bruksföremål och prydnadssaker i verkligt stor omfattning. Bruket av horn och ben blev så vanligt, att det kom att prägla kulturen i kommande tider i stora delar av världen.
Det äldsta kända fyndet är Venus vom Hohle Fels, som upptäcktes i en grotta vid Schelklingen i Schwabiska alperna 2008.

## Bildgalleri

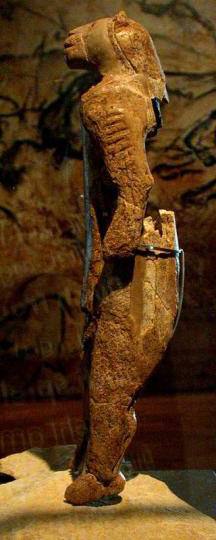
"Lejonmannen" funnen i en grotta i Schwabiska alperna är ungefär 32 000 år.
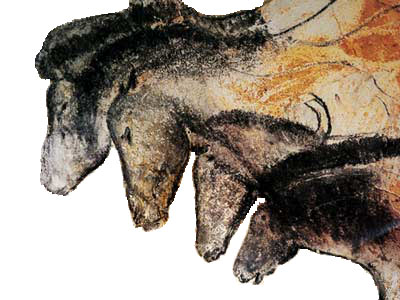
Hästar, 31 000 f.Kr.
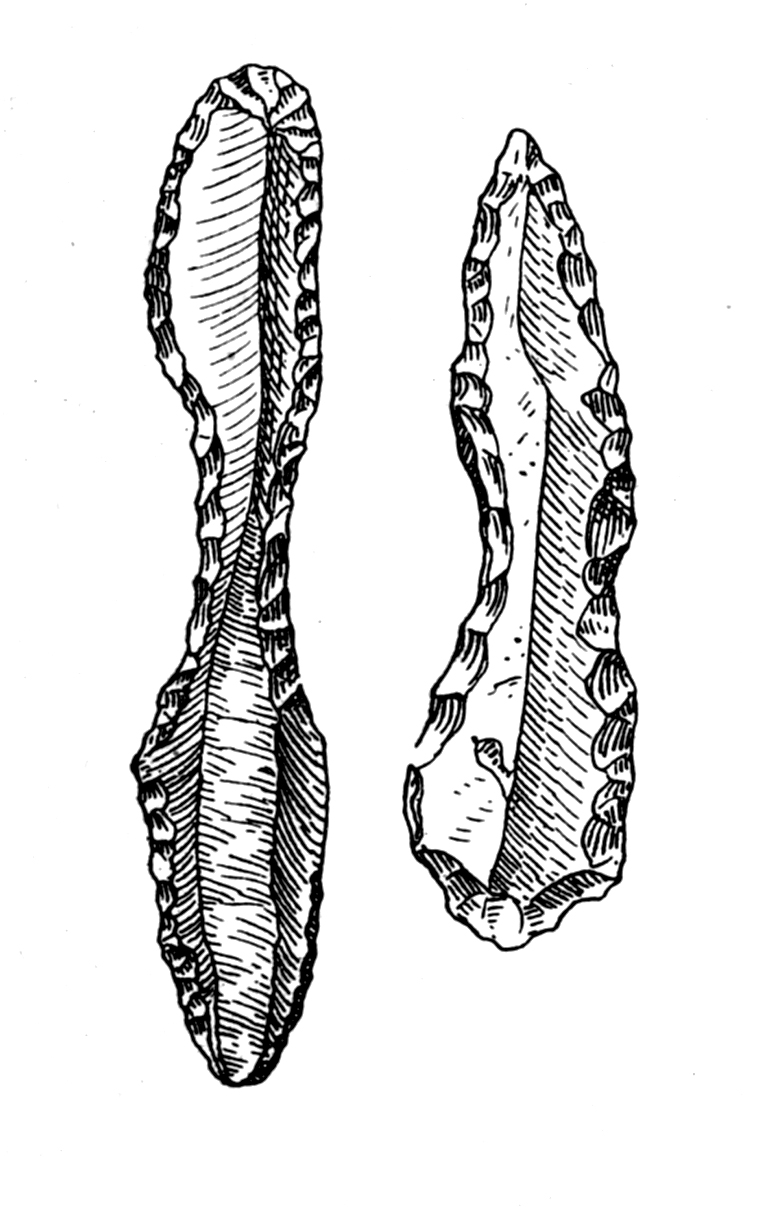
Flintspetsar
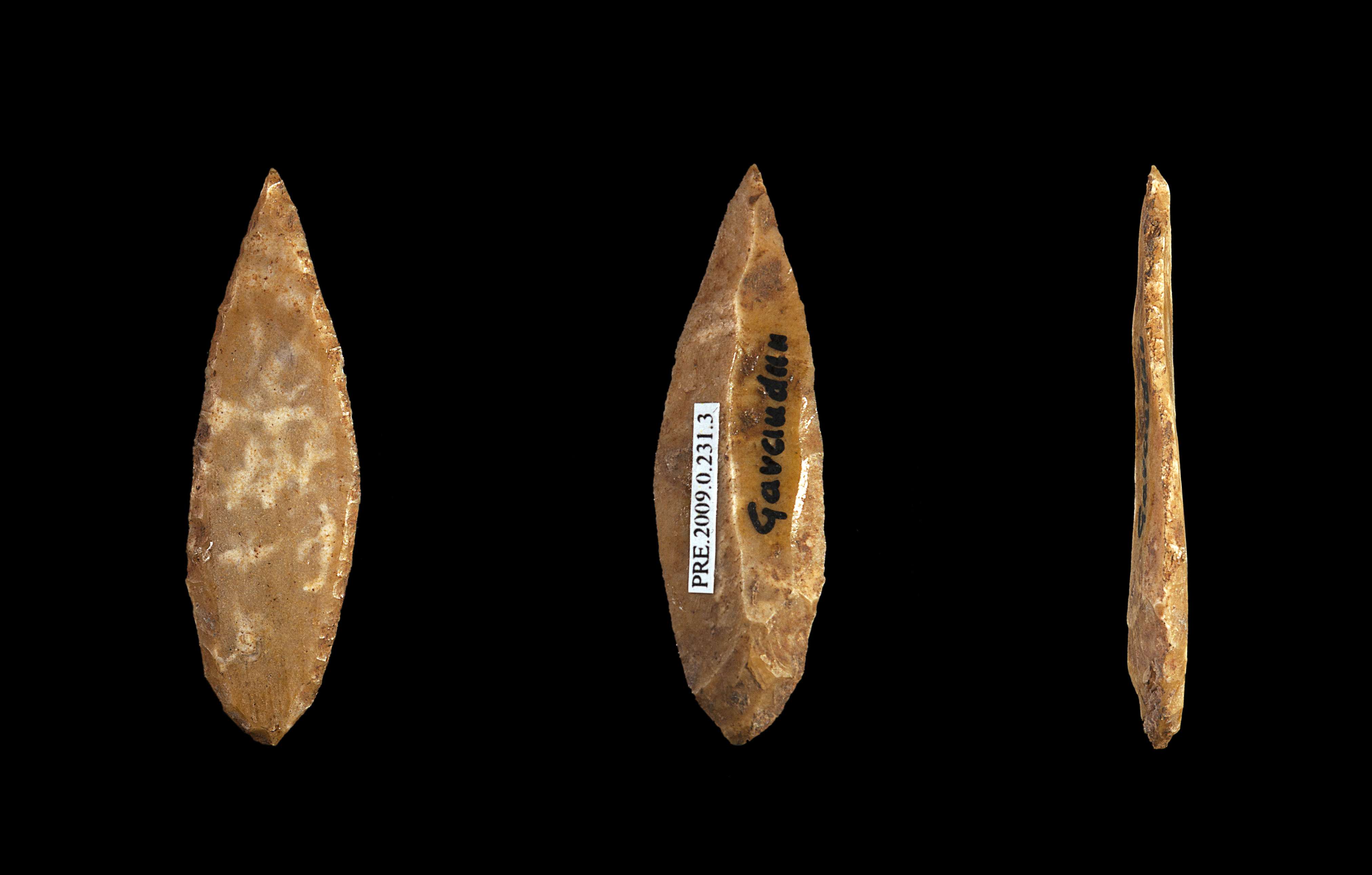
Dufour flintblad
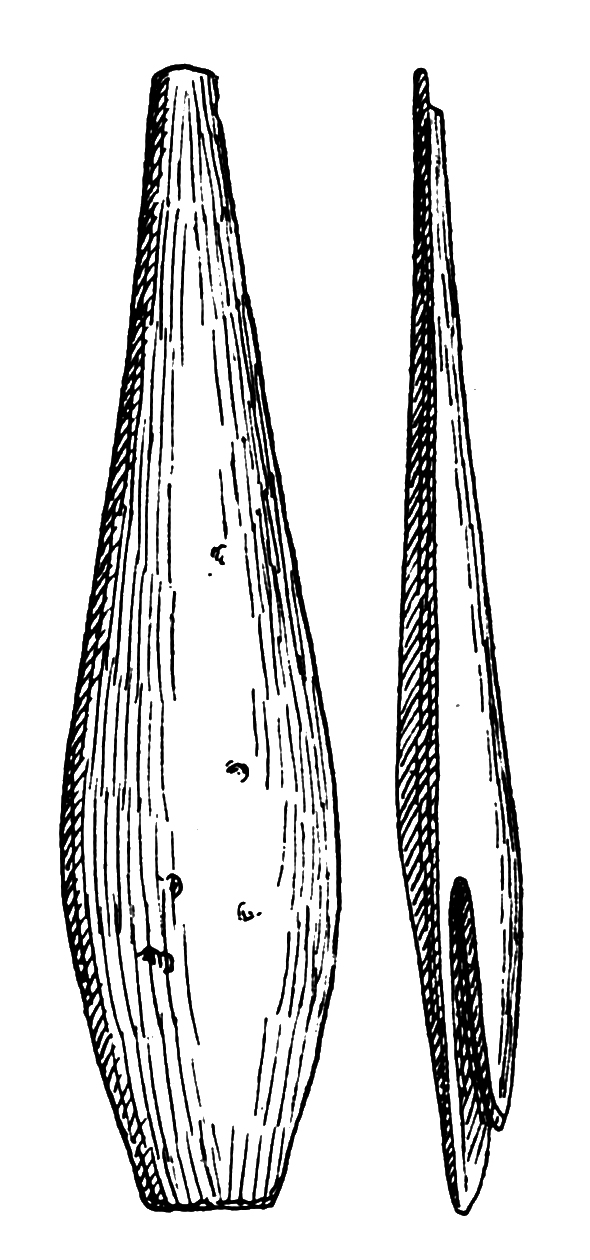
Syl av ben